# 17 Again (film)
17 Again is een Amerikaanse komische fantasyfilm uit 2009 onder regie van Burr Steers.

## Inhoud

### Proloog
Mike O'Donnell (Zac Efron) is in 1989 zeventien jaar oud en de populairste jongen van de school. Bovendien is hij een prima basketballer die op het punt staat te worden bekeken door een talentscout. Die gaat hem waarschijnlijk een studiebeurs bezorgen waarmee O'Donnell overal terechtkan. Vlak voor zijn wedstrijd met de Hayden Warriors begint, vertelt zijn vriendinnetje Scarlett (Allison Miller) hem niettemin iets waarvan hij tolt op zijn benen. Ze is zwanger van hem. O'Donnell begint nog wel aan de wedstrijd, maar voor de eerste minuut verstreken is, laat hij de bal vallen en rent hij het veld uit, Scarlett achterna. Hij laat al zijn andere toekomstperspectieven voor wat ze zijn en kiest voor haar en hun kind.

### Verhaal
Achttien jaar later wordt O'Donnell (Matthew Perry) wakker in het huis van zijn jeugdvriend Ned Gold (Thomas Lennon), op school door iedereen behalve O'Donnell gepest, maar inmiddels steenrijk. Gold heeft namelijk zowel software uitgevonden waarmee het onmogelijk werd illegaal muziek te kopiëren als software waarmee dat tóch mogelijk is. Na jarenlang te hebben aangehoord wat allemaal had kunnen zijn 'als', heeft Scarlett (Leslie Mann) daar genoeg van en heeft ze O'Donnell het huis uitgezet. Ze wil scheiden. Haar vriendin Naomi (Nicole Sullivan) is verheugd en kan niet wachten totdat ze Scarlett aan een nieuwe man kan helpen. O'Donnell doet al jarenlang niets dan klagen over zijn feitelijke leven en zijn puberkinderen Alex (Sterling Knight) en Maggie (Michelle Trachtenberg) willen weinig van hem weten. Hij werkt op dat moment zestien jaar voor een farmaceutisch bedrijf en verwacht eindelijk te worden gepromoveerd tot regiomanager, maar die promotie gaat ook aan zijn neus voorbij. In plaats van hem krijgt de jonge Wendy (Collette Wolfe) die. Ze werkt pas twee maanden voor het bedrijf, maar is het oogappeltje van de baas.
Terneergeslagen gaat O'Donnell naar zijn vroegere middelbare school, waar Alex en Maggie inmiddels op zitten. Hij ziet er foto's van zichzelf toen hij zeventien was en verlangt terug naar die tijd. Een 'conciërge' (Brian Doyle-Murray) herkent hem. Wanneer O'Donnell meermaals aan hem bekent dat hij terug naar vroeger zou willen om het allemaal anders te doen, glimlacht de oude man. Hij blijkt een paar seconden later verdwenen. Nadat O'Donnell zijn kinderen bij Scarlett heeft afgezet, ziet hij de 'conciërge' weer als die op de rand van een brug staat en een seconde later uit zicht is. Hij gaat vlug over de rand kijken om te zien of de oude man is gesprongen. Daar wordt hij door een magische waterkolk zelf de rivier ingezogen. Kletsnat en onder het slijk gaat O'Donnell zich afspoelen in Golds badkamer, maar schrikt zich daar een hoedje wanneer hij in de spiegel kijkt: hij is weer zeventien (opnieuw Efron). Gold herkent hem in eerste instantie niet, want de rest van de wereld is hetzelfde gebleven. Enkel en alleen O'Donnell ziet eruit zoals vroeger, voor de rest is alles nog zoals die morgen. Gold is een grote fan van alles wat met fantasy en sciencefiction te maken heeft en accepteert vrij makkelijk wat er met zijn vriend is gebeurd. Klaarblijkelijk moet hij iets rechtzetten, zoals 'gebruikelijk in dit soort gevallen'.
Met zijn enorme bankrekening helpt Ned O'Donnell aan kleren die tegenwoordig hip zijn op de middelbare school en aan een flitsende nieuwe auto. Daarnaast doet hij zich voor als O'Donnells vader en helpt hij hem met zich inschrijven op school onder de naam 'Mark'. Zelf valt hij daarbij als een blok voor schoolhoofd Jane Masterson (Melora Hardin). Omdat hij sociaal onkundig is, overlaadt hij haar vanaf dat moment met extravagante cadeaus. O'Donnell denkt dat de basketbalwedstrijd die hij ooit liet lopen hetgeen is wat hij recht moet zetten en wil zich opnieuw in het schoolteam spelen. Coach Murphy (Jim Gaffigan) werkt er nog steeds en is meteen onder de indruk van zijn vaardigheden. Onderwijl kan hij als leerling van nabij Maggie en Alex in de gaten houden, zonder dat zij weten wie hij eigenlijk is. Maggie voelt zich zelfs ongemakkelijk door hem omdat hij soms doet 'alsof' hij haar al jaren kent. Zijn zoon blijkt niet de sportheld die hij thuis zegt te zijn, maar het pispaaltje van de echte basketbalheld op school: etter Stan (Hunter Parrish). Maggie daarentegen is Stans vriendinnetje en loopt constant met hem te flikflooien, tot O'Donnells afgrijzen.
O'Donnell neemt het van begin af aan op alle vlakken op tegen Stan en zet die openlijk voor schut in een volle aula. Met zijn volwassen en daarbij conservatieve en hardop uitgesproken denkbeelden over relaties en seksualiteit, wekt hij de hoon van de puberjongens, maar vallen de meisjes voor hem in katzwijm. Tot zijn eigen ongemakkelijkheid op den duur ook Maggie, wiens relatie met Stan hij zo veel mogelijk saboteert. O'Donnell raakt daarnaast bevriend met Alex. Die blijkt wel degelijk prima te kunnen basketballen. Hij is alleen te verlegen om voor zichzelf op te komen en ook om aan meisjes te vertellen dat hij ze leuk vindt, in het bijzonder cheerleader Nicole (Josie Loren). O'Donnell probeert Alex daarin vooruit te helpen. Scarlett daarentegen vindt Alex' nieuwe vriend een erg vreemd geval. Niet alleen 'lijkt' hij sprekend op haar man toen die zeventien was, maar O'Donnell gaat ook regelmatig met haar om alsof hij haar al jaren kent en er geen groot leeftijdsverschil tussen hen is. Hijzelf krijgt steeds meer door dat die ene basketbalwedstrijd van vroeger er eigenlijk niet toe deed. O'Donnell realiseert zich steeds meer dat hij zich al die jaren zo blindgestaard heeft op wat hij misschien is misgelopen, dat hij amper oog heeft gehad voor wat hij daarvoor allemaal in de plaats gekregen heeft.

## Rolverdeling
- Zac Efron - Mike O' Donnell (als zeventienjarige)
- Matthew Perry - Mike O' Donnell (als volwassenne)
- Leslie Mann - Scarlett O'Donnell
- Thomas Lennon - Ned Gold (als volwassene)
- Michelle Trachtenberg - Maggie O'Donnell
- Sterling Knight - Alex O'Donnell
- Melora Hardin - Jane Masterson
- Margaret Cho - Mrs. Dell
- Hunter Parrish - Stan

## Productie
Het script van de film werd geschreven in februari 2007. Acteur Zac Efron (High School Musical, Hairspray) deed onmiddellijk mee aan het project. Nadat in oktober en november 2007 de overige leden van de ploeg ook besloten mee te werken aan de film, ging het filmen van start in december 2007.

## Concept
Het idee van een volwassene die plotsklaps weer in een jeugdig lichaam zit en daarin met volwassen hersens een deel van zijn jeugd overdoet, was niet nieuw. Voor 17 Again vormde dit concept ook de rode draad in films als Like Father, Like Son (1987), Vice Versa en 18 Again! (beide verschenen in 1988). In Big (1988) en 13 Going on 30 (2004) werd dat principe omgekeerd en komen kinderen in het lichaam van een volwassene terecht. In Freaky Friday uit 1976 (plus de gelijknamige remake uit 2003) komen een volwassene en een kind dan weer in elkaars lichaam terecht.